# Perasis sareptana
Perasis sareptana là một loài ruồi trong họ Asilidae. Perasis sareptana được Hermann miêu tả năm 1906. Loài này phân bố ở vùng Cổ Bắc giới.